# John Harvey Kellogg
John Harvey Kellogg (Tyrone, Míchigan, 26 de febrero de 1852-Battle Creek, Míchigan, 14 de diciembre de 1943) fue un empresario, inventor y médico estadounidense. Dirigió el sanatorio de Battle Creek —fundado por miembros de la Iglesia Adventista del Séptimo Día— en el que empleó métodos holísticos, haciendo particular énfasis en la nutrición, el ejercicio físico y el uso terapéutico de enemas. Kellogg fue un firme partidario del vegetarianismo, y es especialmente famoso por la creación de los cereales para el desayuno Corn Flakes. Su diseño dio inicio a las “comidas procesadas” de hoy en día en los Estados Unidos.

## Biografía
El Dr. Kellogg nació en Tyrone, Nueva York, en 1852, hijo de John Preston Kellogg y Ann Janette Stanley. Hacia 1860, la familia se había trasladado a Battle Creek, Míchigan, donde su padre estableció una fábrica de escobas. Más tarde, John trabajó como aprendiz de imprenta en una editorial Adventista de Battle Creek.
Kellogg fue a un colegio público en Battle Creek y posteriormente recibió clases, primero en la Michigan State Normal School (a partir de 1869 conocida como Eastern Michigan University) y finalmente en la Escuela Médica de la Universidad de Nueva York, en el hospital Bellevue. Se licenció como médico en 1875. El 22 de febrero de 1879 se casó en Nueva York con Ella Ervilla Eaton (1853-1920). Según el propio Kellogg, el matrimonio nunca llegó a consumarse; en sus escritos indica que se trata de abstinencia libremente elegida conforme a sus principios. Como consecuencia de esto, la pareja vivió en casas separadas. No tuvieron hijos biológicos, pero criaron a más de cuarenta, adoptando legalmente a siete de ellos antes del fallecimiento de Ella en 1920. Entre los hijos adoptados se incluyen: Agnes Grace Kellogg; Elizabeth Kellogg; John William Kellogg; Ivaline Maud Kellogg; Paul Alfred Kellogg; Robert Moffatt Kellogg; y Newell Carey Kellogg. 
Kellogg murió en 1943 y fue enterrado en el cementerio de Oak Hill, en Battle Creek.

## Sanatorio de Battle Creek
Kellogg cobró fama mientras trabajaba en el Sanatorio de Battle Creek, que dirigía siguiendo los preceptos de la Iglesia Adventista del Séptimo Día. Creían en los beneficios de la dieta vegetariana y del ejercicio.
Kellogg se aseguraba de que los intestinos de todos y cada uno de sus pacientes fueran convenientemente irrigados con agua, tanto por arriba como por abajo. Su artilugio predilecto era una máquina para aplicar enemas (“como una que vi en Alemania”) que era capaz de inyectar 15 galones de agua (unos 57 litros) en los intestinos de un paciente en cuestión de segundos. A la inserción de cada enema de agua, seguía una pinta (algo más de medio litro) de yogur; la mitad era ingerida de forma normal, la otra mitad administrada por vía rectal “plantando de este modo los microbios protectores en el sitio en el que son más necesarios y pueden prestar un servicio más efectivo”. El yogur servía para renovar la flora intestinal, dando lugar a lo que Kellogg aseguraba que era un intestino “relimpio”.
En los casos en que sus tratamientos no surtían el efecto deseado, Kellogg le echaba la culpa a la masturbación secreta del paciente. 
Kellogg creía que la mayoría de las enfermedades podían ser mitigadas mediante un cambio en la flora intestinal: las bacterias de los intestinos podían o bien favorecer, o bien obstaculizar el funcionamiento del cuerpo. Las bacterias “malas” producen toxinas que envenenan la sangre durante la digestión de las proteínas. Una dieta pobre favorece la aparición de bacterias dañinas que pueden infectar otros tejidos del cuerpo. La dieta de cada individuo altera la flora intestinal; si se sigue una dieta vegetariana equilibrada rica en alimentos laxantes, con mucha fibra y bajos en proteínas, dicha alteración será para mejor. Este cambio en la flora se puede acelerar mediante enemas que contengan bacterias beneficiosas, o siguiendo regímenes de comidas específicas diseñados para sanar una determinada dolencia.
En su sanatorio también se emplearon curas basadas en baños de agua fría con radio o en el uso de una silla vibratoria de su invención.
Kellogg estaba en contra del uso de la cirugía para curar enfermedades, tanto intestinales como de otros tipos.

## Cereales para el desayuno
Junto a su hermano, Will Keith Kellogg, fundó hacia 1897 la compañía Sanitas Food Company para producir cereales integrales. Por aquel entonces, el desayuno tradicional de la gente pudiente constaba de huevos y carne. Los pobres comían avena cocida, gachas y otros cereales hervidos. John y Will terminaron discutiendo sobre si debían o no añadir azúcar a los cereales, por lo que en 1906 Will creó su propia compañía, la Battle Creek Toasted Corn Flake Company, que al final se convertiría en la Kellogg’s. Los hermanos no volvieron a hablarse jamás. John formó entonces la Battle Creek Food Company para fabricar y vender productos derivados de la soja. John no inventó el concepto del cereal deshidratado para el desayuno. Tal honor lo merece el Dr. James Celeb Jackson, que creó dichos cereales en 1863 y los llamó Granula. Un paciente de John, Charles William Post, fundó también su propia compañía de cereales, que se convirtió en una marca rival de los corn flakes.

## Escritos anti-masturbación
Kellogg fue un entusiasta activista contra la masturbación, llegando a recomendar métodos bastante extremos. En su obra Tratamiento contra el auto-abuso y sus efectos escribió: 
 El remedio contra la masturbación que resulta casi infalible en niños pequeños es la circuncisión. La operación debe ser llevada a cabo por un cirujano sin administrar anestesia alguna, pues el breve instante de dolor durante la operación tendrá un efecto saludable en la mente del individuo, tanto más si se asocia con la idea de castigo.  
En las mujeres, el autor ha descubierto que la aplicación de fenol puro en el clítoris supone un método excelente de calmar una excitación anormal. 
Convencido de que el onanismo se trataba de un pecado sensual de la carne, una forma de auto-abuso y un hábito obsesivo común en adolescentes varones y otras personas, Kellogg abogaba firmemente por dejar al descubierto el glande, muy sensible y sujeto a roces durante la masturbación. Además, la eliminación del prepucio reduciría en el sujeto los placeres sensoriales derivados del hábito masturbatorio. Reduciendo el placer sensorial, se conseguiría también reducir la rebeldía de los jóvenes ante las normas del Adventismo. También aseguró que la masturbación era la principal causante del acné, entre otras muchas cosas, incluyendo la atrofia de los testículos.

## Publicaciones seleccionadas
- 1877 Datos claros para mayores y jóvenes: abarcando la historia natural y la higiene de la vida orgánica
- 1888 Tratamiento contra el auto-abuso y sus efectos, datos claros para mayores y jóvenes
- 1893 Guía para damas en la salud y en la enfermedad
- 1903 Hidroterapia racional
- 1910 Terapéutica ligera
- 1914 Se necesita – una nueva raza humana Procedimiento oficial: Vol. I. Race Betterment Foundation, 431-450.
- 1915 El archivo de la eugenesia' Procedimiento oficial: Vol II. Race Betterment Foundation.
- 1922 Autointoxicación o toxemia intestinal
- 1923 Tabaquismo o cómo el tabaco mata
- 1927 Nueva dietética: Una guía para una nutrición científica en la salud y en la enfermedad
- 1929 El arte del masaje: un manual práctico para la enfermera, el estudiante y el practicante

## Cultura popular
- La novela gráfica de 1993 The Road to Wellville, de T. Coraghessan Boyle, es una historia de ficción sobre Kellogg y su sanatorio..
- Una versión cinematográfica del libro anterior dirigida por Alan Parker fue lanzada en 1994. Estaba protagonizada por Anthony Hopkins en el papel del Dr. Kellogg.
- La película de Mel Brooks Dracula: Dead and Loving It presentaba al "Dr. Jack Seward" (interpretado por Harvey Korman), jefe de un sanatorio, que recomendaba enemas para tratar cualquier enfermedad imaginable. El personaje estaba claramente basado en Kellogg y en una escena se le puede ver comiendo corn flakes. (Dr. Seward es el nombre de un personaje de la novela Dracula, de Bram Stoker).

## Citas
- A dead cow or sheep lying in a pasture is recognized as carrion. The same sort of a carcass dressed and hung up in a butcher's stall passes as food. (A una vaca u oveja muerta sobre un prado se la considera carroña. El mismo cadáver en una carnicería se verá como comida.)
- Is God a man with two arms and legs like me? Does He have eyes, a head? Does He have bowels? Well I do, and that makes me more wonderful than He is! (¿Es Dios un hombre con dos brazos y dos piernas como yo? ¿Tiene acaso ojos, cabeza? ¿Tiene intestinos? Pues yo sí, y por eso soy más maravilloso que Él.)